# Mozambik hívójelkörzetei
Mozambik jelenleg (2024) nincs felosztva hívójelkörzetekre.
A Mozambik számára az ITU a C[8..9] hívójelprefixet határozta meg.
| Prefix  | Körzet | Hely/jelleg                                      | ITU zóna | CQ zóna | 1 szintű QTH lokátor |
| ------- | ------ | ------------------------------------------------ | -------- | ------- | -------------------- |
| C[8..9] | [0..9] | Mozambik                                         | 53       | 37      | KH, KG               |
| CR      | 7      | Kivezetve, Portugál fennhatóság alatt használták | 53       | 37      | KH, KG               |
| XX      | 7      | Kivezetve, Portugál fennhatóság alatt használták | 53       | 37      | KH, KG               |

## Lajstromjel
Vízi és légi járművek lajstromjelezéséhez a C9 prefixet használják.